# 도검의 분류
도검의 분류(classification of swords)를 위해 사용되는 용어들은 엄밀하지 못하며, 시대가 변함에 따라 의미하는 바가 달라져 왔다. 그러나 근대에 들어 이러한 용어에 특정한 의미를 부여하려는 시도가 이루어졌다.
19세기에 "편수검(single-handed sword)" 등 새로운 용어가 도입되고, 한편 브로드소드나 바스타드 소드 등의 용어는 오독되는 등 시행착오가 있으면서 용어 정리는 더욱 복잡해졌으며, 20세기 들어 대중문화(판타지, 게임 등)로 인한 오류의 영향까지 더해지게 되었다.
가장 잘 알려진 도검의 체계적 분류법으로는 영국 사람 이워트 오크쇼트가 만든 오크쇼트 분류법이 있다. 엘리자베스 시대 사람들은 검을 분류할 때 날의 길이를 중시하여 "쇼트(short)", "바스타드(bastard)", "롱(long)"과 같은 말을 사용했다.

## 같이 보기
- 도검
- 도 (중국)
- 외날 도검